# Административно-территориальное деление Ингушетии

## Административно-территориальное устройство

Административное деление Ингушетии

Согласно Конституции Республики Ингушетия, субъект РФ включает следующие административно-территориальные единицы: города республиканского значения и районы.
- Города республиканского значения (городские округа):
  -  Магас
  -  Назрань
  -  Малгобек
  -  Карабулак
  -  Сунжа
- Районы (муниципальные районы):
  -  Джейрахский район
  -  Сунженский район
  -  Назрановский район
  -  Малгобекский район

Столицей Республики Ингушетия является город Магас.
Всего в Ингушетии 122 населённых пункта, в том числе 5 городов и 117 сельских населённых пунктов.

### История
При образовании Ингушетии как самостоятельной республики 4 июня 1992 года к ней от бывшей Чечено-Ингушской АССР отошли 2 района целиком (Малгобекский и Назрановский), а также часть Сунженского района ЧИАССР, преобразованная в Сунженский район Ингушетии. 8 октября 1993 года был образован Джейрахский район. Назрань и Малгобек в районы не входили и являлись городами республиканского значения. В 1995 году посёлок городского типа Карабулак Сунженского района был отнесён к категории городов и выведен из состава района, получив статус города республиканского значения (третьим по счёту).
Административный центр республики первоначально находился в городе Назрань, однако в 1994 году было принято решение о начале строительства нового города для столицы Ингушетии. В декабре 2000 года столицей Республики Ингушетия стал город Магас, получивший статус города республиканского значения (четвёртым по счёту). В декабре 2016 года посёлок городского типа Сунжа стал городом, был выведен из состава Сунженского района и получил статус города республиканского значения.

## Муниципальное устройство
Республика была последним субъектом Федерации, в котором были образованы органы местного самоуправления, это произошло лишь в 2009 году. Тогда были созданы 4 городских округа, 4 муниципальных района и 38 сельских поселений, одно из которых в 2015 году получило статус городского поселения, а в конце 2016 года преобразовано в городской округ. Ещё одно в 2010 году ликвидировано путём присоединения к другому сельскому поселению.
В настоящее время в границах административно-территориальных единиц Ингушетии образованы муниципальные образования:
- 5 городских округов,
- 4 муниципальных района,
  - 36 сельских поселений.

## Районы и города республиканского значения (городские округа)
| №        | Название                                            | Ингушское название       | Флаг | Герб | Площадь, км² | Население, чел. (2025 г.) | Админ. центр    | Население центра чел. |
| -------- | --------------------------------------------------- | ------------------------ | ---- | ---- | ------------ | ------------------------- | --------------- | --------------------- |
| 1e-06    | Районы (муниципальные районы)                       |                          |      |      |              |                           |                 |                       |
| 1        | Джейрахский район                                   | Джӏайрах район           |      |      | 627,04       | ↗4262                     | село Джейрах    | ↗2216                 |
| 2        | Малгобекский район                                  | Магӏалбика район         |      |      | 511,63       | ↗62 194                   | город Малгобек  | ↗38 704               |
| 3        | Назрановский район                                  | Наьсарен район           |      |      | 430,40       | ↗112 346                  | город Назрань   | ↗127 994              |
| 4        | Сунженский район                                    | Шолжа район              |      |      | 1 612,69     | ↗61 771                   | город Сунжа     | ↗63 378               |
| 4.000002 | Города республиканского значения (городские округа) |                          |      |      |              |                           |                 |                       |
| 5        | город Карабулак                                     | Карабулак, Илдарха-ГIaла |      |      | 83,61        | ↗44 643                   | город Карабулак | ↗44 643               |
| 6        | город Магас                                         | Магас                    |      |      | 12,63        | ↗19 199                   | город Магас     | ↗19 199               |
| 7        | город Малгобек                                      | МагӀалбике               |      |      | 100,79       | ↗38 704                   | город Малгобек  | ↗38 704               |
| 8        | город Назрань                                       | Назрань, Наьсаре         |      |      | 140,48       | ↗127 994                  | город Назрань   | ↗127 994              |
| 9        | город Сунжа                                         | Шолжа-пхье               |      |      | 235,55       | ↗63 378                   | город Сунжа     | ↗63 378               |

## Сельские поселения
Ниже представлен список муниципальных образований со статусом сельских поселений, распределённых по муниципальным районам Ингушетии:

### Джейрахский район
1. Бейни
2. Гули
3. Джейрах
4. Ляжги
5. Ольгети

### Малгобекский район
1. Аки-Юрт
2. Вежарий
3. Верхние Ачалуки
4. Вознесенское
5. Зязиков-Юрт
6. Инарки
7. Нижние Ачалуки
8. Новый Редант
9. Пседах
10. Сагопши
11. Средние Ачалуки
12. Южное

### Назрановский район
1. Али-Юрт
2. Барсуки
3. Гази-Юрт
4. Долаково
5. Кантышево
6. Плиево
7. Сурхахи
8. Экажево
9. Яндаре

### Сунженский район
1. Алкун
2. Алхасты
3. Аршты
4. Берд-Юрт
5. Галашки
6. Даттых
7. Мужичи
8. Нестеровское
9. Троицкое
10. Чемульга